# Bonepoupa
Pour les articles homonymes, voir Bonepoupa (homonymie).
Bonepoupa est un village de la Région du Littoral du Cameroun, situé dans la commune de Dibamba. Situé à 38 km d'Edéa, on y accède sur la route qui lie Edéa à Douala.

## Population et développement
En 1967, la population de Bonepoupa était de 540 habitants, principalement des Bassa. La population de Bonepoupa était de 64 habitants dont 34 hommes et 30 femmes, lors du recensement de 2005.  

## Infrastructures
La localité dispose d'une école et d'un petit séminaire catholiques. Celui-ci sera fréquenté par Dieudonné Bogmis, futur évêque d'Éséka.